# 속 터지는 육아일기 엄마는 고슴도치
《속 터지는 육아일기 엄마는 고슴도치》는 KBS 드라마의 텔레비전 프로그램이다.

## 방송 개요
- 부모라면 한번쯤은 가져 본 부모가 없는 상황에서의 아이들의 행동과 생각 등의 궁금증들을 연예계 대표 딸바보, 아들바보들이 모여 알아보는 신개념 육아퀴즈 예능 프로그램

## 방송 시간
- 매주 목요일 오후 2:30

## 출연자
- 이영자
- 현영
- 양재진
- 조은숙
- 임형준
- 변기수